# Francis Momoh
Francis Momoh (* 25. März 2001 in Kaduna) ist ein nigerianischer Fußballspieler.

## Karriere
Momoh begann seine Laufbahn beim Heartland FC in seiner Heimat, für den er mindestens 57 Spiele in der zweiten und der ersten nigerianischen Liga absolvierte und dabei 29 Tore erzielte. Später spielte er sechsmal für den Zweitligisten Giant Brillars FC. Im Sommer 2019 wechselte er in die Schweiz zum Grasshopper Club Zürich. Am 5. Oktober 2019, dem 10. Spieltag, gab er beim 3:0 gegen den FC Wil sein Debüt für die erste Mannschaft in der zweitklassigen Challenge League, als er in der 79. Minute für Giotto Morandi eingewechselt wurde. Bis Saisonende kam er als Einwechselspieler zu insgesamt sieben Partien in der zweithöchsten Schweizer Spielklasse. Zudem bestritt er drei Spiele für die Reserve in der viertklassigen 1. Liga, wobei er drei Tore schoss. In der folgenden Spielzeit 2020/21 stand der Mittelstürmer fünfmal für die zweite Mannschaft in der 1. Liga auf dem Platz und traf dabei viermal. Das Profiteam, für das Momoh in jener Saison nicht zum Einsatz kam, stieg schlussendlich in die Super League auf.
Im Sommer 2024 wechselte Francis Momoh zum ukrainischen Erstligisten LNS Tscherkassy.